# 广州地铁19号线
广州地铁19号线是广州地铁的规划中线路。根据目前规划，线路大致呈西南-東北走向，途经佛山市南海区及广州市番禺、海珠、天河、黄埔四区。

## 歷史
在2003年规划中，设有连接沙湾和莲花山的12号线；2008年规划方案征集中，该线编号改为19号线（沙湾线），属2040年远期线路。
2010年《广州市2020年轨道交通线网规划方案》中，原沙湾线被撤销，使用19号线的线路改为滨江路线，由穗盐路至岑村，长29.9公里，设站21座，仍属远期线路。此后，19号线从科韵中向北延伸调整为穿过广氮地区后向东延伸至奥体东。2015年《广州市新一轮城市轨道交通建设规划方案》披露了19号线的详细走向：起自荔灣區穗鹽東路環城高速交叉處，沿穗鹽路、花蕾路前進，轉入明心路；隨後過江進入海珠區，沿同福路、仲愷路、濱江東路延伸，之後在廣州大橋引橋西側大致沿蕙蘭路、友和路往東，進入藝洲路、雙塔路。隨後在珠江啤酒廠東側轉向北，過江進入天河區；沿馬場路、潭村路向東北偏北延伸，掠過暨南大學和華南師範大學东邊，大致沿華南快速幹線繼續往東北偏東延伸；隨後進入匯景北路，大致向東行進，掠過匯景新城、華南農業大學和廣氮花園；下穿大觀南路後大致沿奧體路、悅景路、科林路繼續往東延伸，最終到達科豐路口。
2018年，19號線更改走線，海珠區至荔湾区的線位讓出予新规划的东西市域快线28号线。同时本線經過磨碟沙站後改为向南延伸，經江海大道，最後到達南浦西站，遠期延伸至佛山三山新城。
2021年9月，广州市交通局发布《广州市交通运输“十四五”规划》，当中提及19号线一期（龙潭村－黄埔站）已被列入广州市“十四五”规划的策划项目。
2022年公示的《广州市轨道交通线网规划（2018-2035年）》显示，19号线起讫站为佛山三山新城至黄埔高铁站。

## 车站
目前19号线的具体设站情况并不明确。根据线路走向，19号线与其它线路换乘的车站或有：
- 三山新城站：换乘佛山11号线。佛山11号线仍在設計階段，预留情况則未知。
- 南浦西站：换乘22号线。因建造時没有作出預留，預計需經通道換乘。
- 南浦站：换乘2号线。因建造時没有作出預留，預計需經通道換乘。
- 上漖站：换乘26号线和43号线。三線皆爲中遠期線路，換乘方式未知。
- 廈滘站：换乘3号线。因建造時没有作出預留，預計需經通道換乘。
- 侨园站：换乘43号线。兩線皆爲中遠期線路，換乘方式未知。
- 新光大桥站：换乘广佛线。广佛线东延段及本线均为中远期线路，换乘方式未知。
- 赤崗站：换乘8号线和12号线。8號線建造時没有作出預留，預計需經通道換乘，12号线建造时將會预留换乘节点。
- 磨碟沙站：换乘8号线、18号线和28号线。18号线车站在建设时已在站厅层和站台层之间缓冲平台预留相关节点，預計需經通道換乘。
- 潭村站：换乘5号线和25号线。5号线建设时没有作出任何预留，25号线為遠期線路，換乘方式仍然未知。
- 馬場站：换乘13号线。13号线設計時没有作出預留，換乘方式仍然未知。
- 華景路站：换乘11号线。11号线設計時没有作出預留，換乘方式仍然未知。
- 翰景路站：换乘37号线。兩線皆爲中期線路，換乘方式未知。
- 廣氮東站：换乘30号线。兩線皆爲中遠期線路，換乘方式未知。
- 大观南路站：换乘21号线。21號線建造時仅預留作站廳通道换乘條件考虑[10]。
- 悦景路站：换乘23号线和29号线。三線皆爲中遠期線路，換乘方式未知。
- 姬堂站：换乘7号线。7号线二期建造时已预留T字型换乘节点，位于7号线站台北端，地下三层。
- 黄埔站：换乘28号线、29号线和37号线。四线均为中远期线路，预留情况未知。